# Гравилат алеппский
Гравила́т але́ппский(лат. Geum aleppicum ) — травянистое многолетнее растение рода Гравилат семейства Розовые  (Rosaceae). Встречается также как Гравилат прямо́й по устаревшему синониму лат. Geum strictum. В быту часто называют гвоздичным корнем из-за гвоздичного аромата высушенных корневищ.

## Ботаническое описание
Корневище толстое, короткое.
Стебель до 70 см высотой, прямостоячий, красноватый, крепкий, покрытый жёсткими оттопыренными волосками.
Прикорневые листья длинночерешковые прирывистоперистые, прижато-волосистые, с 3―6 парами клиновидно-обратнояйцевидных, неодинаковых боковых листочков, конечный листочек широкоромбический, округло-почковидный, значительно больше боковых; верхние ― тройчатые и неравнозубчатые, с крупными прилистниками. Листья с обеих сторон негусто покрыты прижатыми волосками, сверху почти голые.
Цветки 17―22 мм в диаметре, многочисленные, ярко-жёлтые, округлые, равны или длиннее чашелистиков, на довольно толстых и крепких цветоножках, опушённых короткими волосками. Гинофора нет или очень короткий. Цветоложе коротковолосистое.
Орешек по всей поверхности так же, как и нижний членик столбика, при основании жестковолосистый. Верхний членик вдвое короче нижнего, почти доверху волосистый.

## Распространение и экология
Встречается в европейской части России, в Сибири, на Дальнем Востоке и в Средней Азии, в Северной Америке.
Растёт по лесным и слабо степным лугам, в разреженных берёзовых и лиственничных, реже смешанных лесах, по их опушкам, также около дорог и жилых мест.
Распространён по всему Алтаю за исключением юго-западной степной части и юго-восточного Алтая.

## Химической состав
В корневищах обнаружены дубильные вещества, флавоноиды, каротиноиды и эфирное масло (0,4 %), в состав которого входит эвиинол. В цветках и листьях содержится аскорбиновая кислота.

## Хозяйственное значение и использование
Корни пригодны в пивоварении, а также как заменитель гвоздики и корицы. Надземная часть растения окрашивает хлопок по протраве в чёрный цвет.
Свежие листья съедобны в салатах и щах.
Пятнистые олени удовлетворительно весной и летом поедают бутоны, цветки, листья. На Алтае маралами поедается удовлетворительно. Данные о поедании скотом противоречивы.

### В медицине
Отвар, настойка корневищ обладают кровоостанавливающим, жаропонижающим, вяжущим, закрепляющим, а в больших дозах слабительным действием.
В народной медицине отвар корневищ и настой травы применяли при желудочно-кишечных заболеваниях, при различных кровотечениях, но особенно маточных и для усиления родовых потуг. Настой пили при головных болях, при эпилепсии, бессоннице, кашле, для лечения детских болезней, при рахите и скрофулёзе.
Отвар корневищ применяется для полоскания при воспалительных заболеваниях рта и горла, одновременно настой травы принимают вовнутрь. Свежие листья, настой травы и ванны использовали при различных абсцессах, ранах, кожных заболеваниях.
В тибетской медицине применяется при диарее, маточных кровотечениях и как сердечное средство при тахиоаритмиях.

## Классификация

### Таксономия
- Geum aleppicum Jacq., 1781, Icon. Pl. Rar. 1: 10

Вид Гравилат алеппский включается в род Гравилат (Geum) семейства Розовые (Rosaceae) порядка Розоцветные (Rosales), последовательно входящего в более крупные клады Фабиды → Розиды → Суперрозиды → Эвдикоты → Цветковые растения. Таксономическая схема в соответствии с Системой APG IV по состоянию на июнь 2024 года:
|  |                          |  |                                   |                                   |                   |  | еще 8 семейств | еще 8 семейств |                        |  |  |  | еще 68 подтвержденных видов и 127 видов, ожидающих подтверждения |
|  |                          |  |                                   |                                   |                   |  | еще 8 семейств | еще 8 семейств |                        |  |  |  | еще 68 подтвержденных видов и 127 видов, ожидающих подтверждения |
|  |                          |  |                                   | порядок Розоцветные               |                   |  |                |                | род Гравилат           |  |  |  |                                                                  |
|  |                          |  |                                   | порядок Розоцветные               |                   |  |                |                | род Гравилат           |  |  |  |                                                                  |
|  | клада Цветковые растения |  |                                   |                                   | семейство Розовые |  |                |                | вид Гравилат алеппский |  |  |  |                                                                  |
|  | клада Цветковые растения |  |                                   |                                   | семейство Розовые |  |                |                |                        |  |  |  |                                                                  |
|  |                          |  | ещё 63 порядка цветковых растений | ещё 63 порядка цветковых растений |                   |  |                | еще 116 родов  | еще 116 родов          |  |  |  |                                                                  |
|  |                          |  |                                   | ещё 63 порядка цветковых растений |                   |  |                |                | еще 116 родов          |  |  |  |                                                                  |

### Синонимы
- Geum aleppicum f. aurantiaco-plenum Yen C.Yang & L.H.Zhuo
- Geum aleppicum f. glabricaule (Juz.) Kitag.
- Geum aleppicum f. plenum Yen C.Yang & P.H.Huang
- Geum aleppicum subsp. strictum (Aiton) R.T.Clausen
- Geum aleppicum subvar. dissectum (Fr. ex Scheutz) Asch. & Graebn.
- Geum aleppicum subvar. hirsutum (Scheutz) Asch. & Graebn.
- Geum aleppicum subvar. rugosum (Desf. ex Scheutz) Asch. & Graebn.
- Geum aleppicum var. bipinnatum (Batalin) Hand.-Mazz.
- Geum aleppicum var. bipinnatum (Batalin) F.Bolle ex Hand.-Mazz.
- Geum aleppicum var. decurrens (Rydb.) W.A.Weber
- Geum aleppicum var. glabricaule (Juz.) Vorosch.
- Geum aleppicum var. strictum (Aiton) Fernald
- Geum besseri Fisch. ex Walp.
- Geum besserianum Fisch. ex Sweet
- Geum decurrens Rydb.
- Geum fischeri Besser ex Fisch. & Trautv.
- Geum gajewskii Smejkal
- Geum giganteum Schur
- Geum glabricaule Juz.
- Geum heterophyllum Desf.
- Geum heterophyllum var. elongatum Ser.
- Geum hispidum auct.German.boreal. et Boruss. ex Scheutz
- Geum inclinatum Schur
- Geum intermedium Besser ex M.Bieb.
- Geum potaninii Juz.
- Geum ranunculoides Ser.
- Geum rugosum Desf.
- Geum sachalinense H.Lév.
- Geum strictum Aiton
- Geum strictum [ Soland. ]
- Geum strictum subsp. intermedium Nyman
- Geum strictum var. bipinnatum Batalin
- Geum strictum var. decurrens (Rydb.) Kearney & Peebles
- Geum strictum var. dissectum Fr. ex Scheutz
- Geum strictum var. hirsutum Scheutz
- Geum strictum var. rugosum Desf. ex Scheutz
- Geum vidalii Franch. & Sav.